# Тассен, Андре
Андре́ Тассе́н (фр. André Tassin; 24 декабря 1902 или 23 февраля 1902, Мёршен — 7 марта 1974, Ла-Мадлен) — французский футболист, участник чемпионата мира 1930 года в качестве запасного вратаря.

## Карьера

### Клубная
В период между 1929 и 1936 годами играл за клубы «Расинг», «Амьен» и «Реймс» в чемпионате Франции.

### В сборной
Привлекался в сборную Франции для участия в первом чемпионате мира в качестве дублёра основного вратаря сборной Алекса Тепо. Несмотря на то, что Тепо в первом же матче против сборной Мексики получил травму, Тассену вступить в игру было не суждено. Поскольку замены игроков в течение матча правилами не разрешались, на месте голкипера встречу доигрывал правый защитник Огюстен Шантрель. Тассен мог выйти на поле лишь в следующей игре. Однако Тепо быстро восстановился и был готов защищать ворота в последующих матчах турнира.
В 1932 году Андре Тассен провёл за сборную пять товарищеских игр, пропустил 18 мячей.
| № | Дата           | Место проведения   | Соперник  | Счёт | Пр. голы | Соревнование      |
| - | -------------- | ------------------ | --------- | ---- | -------- | ----------------- |
| 1 | 10 апреля 1932 | Париж, Франция     | Италия    | 1:2  | 2        | Товарищеский матч |
| 2 | 1 мая 1932     | Брюссель, Бельгия  | Бельгия   | 2:5  | 5        | Товарищеский матч |
| 3 | 5 июня 1932    | Белград, Югославия | Югославия | 1:2  | 2        | Товарищеский матч |
| 4 | 9 июня 1932    | София, Болгария    | Болгария  | 5:3  | 3        | Товарищеский матч |
| 5 | 12 июня 1932   | Бухарест, Румыния  | Румыния   | 3:6  | 6        | Товарищеский матч |

Итого: матчей — 5 / голов пропущено — 18; побед — 1, ничьих — 0, поражений — 4

## Достижения
- Финалист Кубка Франции: 1930